# گویش‌های کاتالان

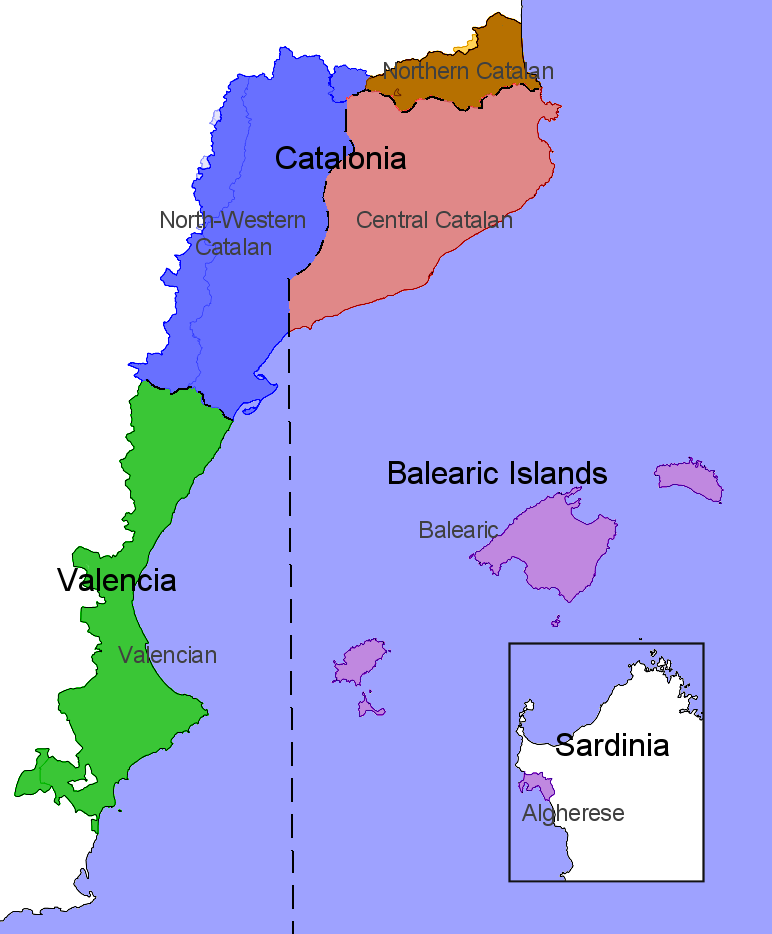
گویش‌های اصلی کاتالان

گویش‌های زبان کاتالان از یکنواختی نسبی برخوردار هستند، به ویژه هنگامی که با سایر زبان‌های رومی از نظر واژگان، معناشناسی، نحو، ریخت‌شناسی یا واج‌شناسی مقایسه می‌شوند.  درک متقابل بین گویش‌های آن بسیار زیاد است،    و از ۹۰٪ تا ۹۵٪ تخمین زده می‌شود. تنها استثنا گویش منحصر به فرد آلگری است. 

## گویش‌ها
گویش‌های اصلی کاتالان به شرح زیرند:
| دسته  | کاتالان غربی                                          | کاتالان غربی                | کاتالان شرقی                                       | کاتالان شرقی  | کاتالان شرقی     | کاتالان شرقی          |
| گویش  | شمال‌غربی                                              | والنسیایی                   | مرکزی                                              | بالئاری       | شمالی            | آلگری                 |
| منطقه | اسپانیا، آندورا                                       | اسپانیا                     | اسپانیا                                            | اسپانیا       | فرانسه           | ایتالیا               |
| منطقه | آندورا، استان‌های لریدا، نیمه غربی تاراگونا، لا فرانژا | بخش خودمختار والنسیا، کارچه | استان‌های بارسلون، نیمه شرقی تاراگونا، بیشتر خیرونا | جزایر بالئاری | کاتالونیای شمالی | شهر آلگرو در ساردینیا |

## واژگان
دو دسته گویشی کاتالان (شرقی و غربی) باوجود برخورداری از وحدت واژگانی نسبی، تفاوت‌هایی را در انتخاب واژگان نشان می‌دهند. هر واگرایی واژگانی در هر یک از این دو گروه را می‌توان به عنوان باستان‌گرایی توضیح داد. همچنین، معمولاً کاتالان مرکزی به عنوان یک عنصر ابتکاری عمل می‌کند.
| زبان         | «آینه» | «پسر»  | «داماد»  | «ناف»      | «بیرون رفتن» |
| ------------ | ------ | ------ | -------- | ---------- | ------------ |
| کاتالان شرقی | mirall | noi    | escombra | llombrígol | sortir       |
| کاتالان غربی | espill | xiquet | granera  | melic      | eixir        |